# Erie (Pennsylvania)
Erie város az Amerikai Egyesült Államokban, Pennsylvania államban. Az állam negyedik legnagyobb városa, az Erie-tó déli partján fekszik, körülbelül félúton Cleveland és Buffalo között. Lakosainak száma 2020-ban mintegy 94800 fő. A város a központja Erie megyének.
Erienek főként nehézipara van, műanyag- és mozdonygyártással foglalkoznak. A város az úgynevezett rozsda-övezet szívében fekszik, és napjainkban komoly erőfeszítéseket tesz a turizmus fellendítéséért is. Évente több mint négy millió ember látogatja meg a Presque Island Állami Parkot, hogy kikapcsolódjon.

## Földrajz

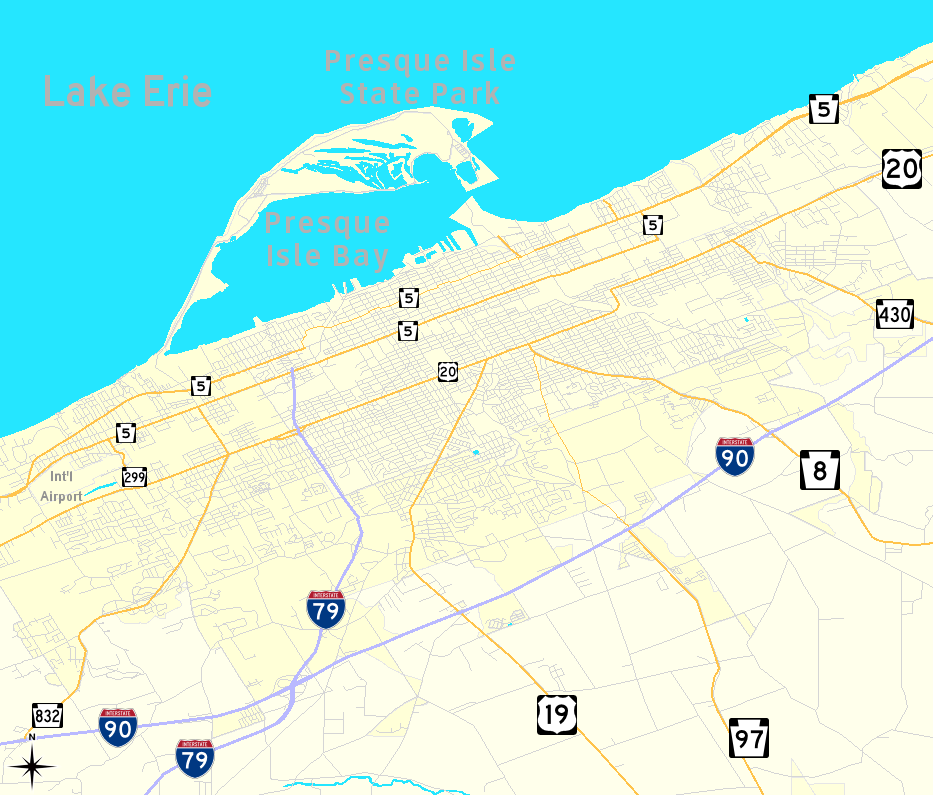
Erie főbb útjai.

Erie az Erie-tó déli partján fekszik, Cleveland és Buffalo között. Az alapkőzet devonkori agyagpala, amit rétegzetlen glaciális hordalék fed. A folyamok északra folynak az Erie-tóba, onnan az Ontario-tóba, majd a Szent Lőrinc-folyón át az Atlanti-óceánba. Erie déli része vízválasztó, ahol ennek a vízválasztónak a déli oldalán a legtöbb nyugat-Pennsylvaniai folyó délnek folyik a Allegheny-folyóba vagy az Ohio-folyóba.
Az USA Népszámlálási Hivatala szerint a város területe 73 négyzetkilométer, amiből 57 négyzetkilométer a szárazföld és maradék a víz (az összes terület 21, 54%-a). Erie-ben található a Presque Island Állami Park, egy félsziget, aminek 11 kilométer hosszú partján strandok és horgászó helyek vannak.

### Klíma
Erie-nek a Nagy-tavakra jellemző klímája van. A hó-övezetben fekszik, ami Clevelandtől Syracuse-ig és Watertownig tart. A telek hidegek, kemény havazásokkal. 2007-ben Erie a 13. volt az Egyesült Államok leghavasabb településeinek listáján.

### Látnivalók
Erie legmagasabb épülete a 81 méter magas Szent Péter katedrális. A városképet főképpen renovált gyárépületek, családi házak és irodaépületek alkotják. A vízparton parkok találhatók, amik fesztiváloknak adnak otthont. A vízpart keleti oldalán található a Erie Tengerészeti Múzeum és a város főkönyvtára, ami a harmadik legnagyobb Pennsylvaniában. Itt található a Niagara brigg is.

## Története
A ma Erie-nek ismert területet a szeneka indiánok törzsét is magába foglaló irokéz szövetség foglalta el. A franciák a mai városhoz közel építették meg a Fort Presque Isle nevű erődjüket 1753-ban. A francia szó, a "presque-isle" félszigetet jelent, szó szerint: "majdnem-szigetet" és arra a földterületre utal, ami benyúlik az Erie-tóba, és amely területen ma a Presque Island Állami Park található. A franciák 1760-ban elhagyák az erődöt, és még ugyanabban az évben elfoglalták az angolok, három évvel a hétéves háború vége előtt.
A város része volt az úgynevezett Erie háromszögnek, egy vitatott területnek, melyre több állam, New York, Pennsylvania, Connecticut és Massachusetts is jogot formált. Hivatalosan 1792. március 3-án lett Pennsylvania része.

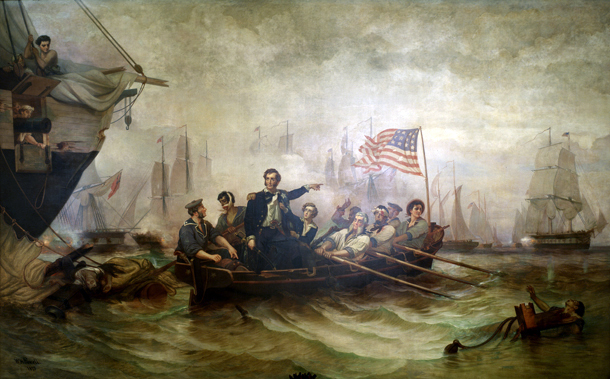
Az Erie-tavi csata fontos szerepet játszott Erie történetében.

1795 júniusában kezdték meg a terület felmérését, és még abban az évben kisebb települések jöttek létre ezen a vidéken. Az első betelepülő Seth Reed ezredes és családja volt. Az 1812-es brit–amerikai háború idején James Madison elrendelte, hogy telepítsenek egy flottát az Erie-tóra, hogy átvegyék a britektől a tó fölötti uralmat. 4 szkúner-kötélzetű ágyúnaszádot és két brigget építettek. A parancsnok, Oliver Hazard Perry lett, aki sikerre vitte a flottát az Erie-tavi csatában.
A 19. század közepén Erie fontos vasúti elosztóhely volt, mivel 3 sínpár itt találkozott. Amikor megoldották, hogy a 3 sínpáron érkező áruk és utasok átszállása és továbbszállítása ne okozzon logisztikai problémát, (mivel a sínek nyomtávja eltérő volt) a vasút által gerjesztett állások veszélybe kerültek. A helyi lakosok a polgármester vezetésével ellenálltak a változásoknak: hidakat égettek fel, felszedték a síneket.
1915. augusztus 3-án a Mill patak megáradt, és egy törmeléktől eltömődött szennyvízelvezető eltört. A lezúduló víz egy víztárolót hozott létre, és a vízfal megölt 12 embert. Az áradás után a polgármester a Mill patakot egy vezetékbe vezettette, ami így a város alatt folyik bele az Erie-tóba.
Erie jelentősége csökkent a 20. században, amikor a tavi kereskedelem és a halászat abbamaradt. Erie egészen az 1970-es évekig növekedni tudott, amikor a lakosság száma csökkenni kezdett. Az autók elterjedésével az emberek kiköltöztek az agglomerációba, ahol ma már több, mint 50 ezren élnek. Erie 1972-ben megnyerte az All-America Városi Díjat és döntős volt 1961-ben, 1994-ben, 1995-ben és 2009-ben.

## Népesség
| Lakosok száma | 101 786 | 100 671 | 94 831 |
|               | 2010    | 2013    | 2020   |

## Testvérvárosok
- Dungarvan,  Írország (2007)
- Lublin,  Lengyelország (1998)
- Mérida,  Mexikó (1973)
- Cepo,  Kína (1985)

## Fordítás
- Ez a szócikk részben vagy egészben  az   Erie, Pennsylvania című angol Wikipédia-szócikk ezen változatának fordításán alapul.  Az eredeti cikk szerkesztőit annak laptörténete sorolja fel. Ez a jelzés csupán a megfogalmazás eredetét és a szerzői jogokat jelzi, nem szolgál a cikkben szereplő információk forrásmegjelöléseként.